# La Vaivre
La Vaivre is een gemeente in het Franse departement Haute-Saône (regio Bourgogne-Franche-Comté) en telt 211 inwoners (2011). De plaats maakt deel uit van het arrondissement Lure.

## Geografie
De oppervlakte van La Vaivre bedraagt 3,0 km², de bevolkingsdichtheid is 70,3 inwoners per km².
De onderstaande kaart toont de ligging van La Vaivre met de belangrijkste infrastructuur en aangrenzende gemeenten.

## Demografie
Onderstaande figuur toont het verloop van het inwonertal (bron: INSEE-tellingen).

1. ↑  Populations de référence 2022.